# Lescheraines
Lescheraines és un municipi francès situat al departament de la Savoia i a la regió d'Alvèrnia-Roine-Alps. L'any 2007 tenia 744 habitants.

## Demografia

### Població
El 2007 la població de fet de Lescheraines era de 744 persones. Hi havia 313 famílies de les quals 103 eren unipersonals (47 homes vivint sols i 56 dones vivint soles), 69 parelles sense fills, 107 parelles amb fills i 34 famílies monoparentals amb fills.
La població ha evolucionat segons el següent gràfic:
Habitants censats

### Habitatges
El 2007 hi havia 416 habitatges, 315 eren l'habitatge principal de la família, 88 eren segones residències i 13 estaven desocupats. 312 eren cases i 103 eren apartaments. Dels 315 habitatges principals, 195 estaven ocupats pels seus propietaris, 111 estaven llogats i ocupats pels llogaters i 9 estaven cedits a títol gratuït; 18 tenien una cambra, 43 en tenien dues, 65 en tenien tres, 77 en tenien quatre i 111 en tenien cinc o més. 245 habitatges disposaven pel capbaix d'una plaça de pàrquing. A 163 habitatges hi havia un automòbil i a 122 n'hi havia dos o més.

### Piràmide de població
La piràmide de població per edats i sexe el 2009 era:
| Homes | Edats   | Dones |
| ----- | ------- | ----- |
| 0     | 95 o +  | 0     |
| 0     | 90 a 94 | 4     |
| 4     | 85 a 89 | 12    |
| 8     | 80 a 84 | 12    |
| 8     | 75 a 79 | 4     |
| 8     | 70 a 74 | 28    |
| 16    | 65 a 69 | 28    |
| 8     | 60 a 64 | 0     |
| 12    | 55 a 59 | 20    |
| 20    | 50 a 54 | 12    |
| 16    | 45 a 49 | 24    |
| 16    | 40 a 44 | 12    |
| 16    | 35 a 39 | 8     |
| 24    | 30 a 34 | 24    |
| 20    | 25 a 29 | 40    |
| 8     | 20 a 24 | 16    |
| 20    | 15 a 19 | 12    |
| 8     | 10 a 14 | 16    |
| 16    | 5 a 9   | 20    |
| 20    | 0 a 4   | 16    |

## Economia
El 2007 la població en edat de treballar era de 449 persones, 330 eren actives i 119 eren inactives. De les 330 persones actives 311 estaven ocupades (175 homes i 136 dones) i 19 estaven aturades (5 homes i 14 dones). De les 119 persones inactives 42 estaven jubilades, 39 estaven estudiant i 38 estaven classificades com a «altres inactius».

### Ingressos
El 2009 a Lescheraines hi havia 290 unitats fiscals que integraven 693,5 persones, la mediana anual d'ingressos fiscals per persona era de 17.308 €.

### Activitats econòmiques
Dels 69 establiments que hi havia el 2007, 3 eren d'empreses alimentàries, 2 d'empreses de fabricació de material elèctric, 3 d'empreses de fabricació d'altres productes industrials, 7 d'empreses de construcció, 14 d'empreses de comerç i reparació d'automòbils, 2 d'empreses de transport, 5 d'empreses d'hostatgeria i restauració, 2 d'empreses financeres, 4 d'empreses immobiliàries, 10 d'empreses de serveis, 15 d'entitats de l'administració pública i 2 d'empreses classificades com a «altres activitats de serveis».
Dels 19 establiments de servei als particulars que hi havia el 2009, 1 era una oficina de correu, 1 una oficina bancària, 2 tallers de reparació d'automòbils i de material agrícola, 1 paleta, 5 fusteries, 1 lampisteria, 1 perruqueria, 4 restaurants i 3 agències immobiliàries.
Dels 7 establiments comercials que hi havia el 2009, 1 era una botiga de menys de 120 m², 2 fleques, 1 una carnisseria, 1 una botiga de roba, 1 una sabateria i 1 un drogueria.
L'any 2000 a Lescheraines hi havia 19 explotacions agrícoles que ocupaven un total de 322 hectàrees.

## Equipaments sanitaris i escolars
L'únic equipament sanitari que hi havia el 2009 era una ambulància.
El 2009 hi havia una escola elemental.

## Poblacions més properes
El següent diagrama mostra les poblacions més properes.